# Xanthonycticebus intermedius
Xanthonycticebus intermedius is een zoogdier uit de familie van de loriachtigen (Lorisidae). De wetenschappelijke naam van de soort werd voor het eerst geldig gepubliceerd door Dao Van Tiên in 1960.

## Taxonomie
Tot 2023 werd de soort als een synoniem van de kleine plompe lori (Xanthonycticebus pygmaeus) gerekend, maar uit een genetische en morfologische studie bleek het een aparte soort te zijn.

## Voorkomen
De soort komt voor in Laos en het noorden van Vietnam. Mogelijk komt het ook voor in het zuidwesten van China.